# Lotta & der Mittelpunkt der Welt
Lotta & der Mittelpunkt der Welt ist ein deutscher Fernsehfilm von Andreas Menck aus dem Jahr 2019. Es handelt sich um die achte Episode der ZDF-Filmreihe Lotta mit Josefine Preuß in der Titelrolle. Die Fernsehreihe basiert auf dem Buch Die letzten Dinge von Annegret Held.

## Handlung
Lotta besucht in den Ferien ihren Vater und muss feststellen, dass er ihr Elternhaus verkaufen will und mit seiner Freundin Maren eine mehrmonatige Reise nach Thailand antreten möchte. Lotta hängt dabei sehr an dem alten Haus und kann die Interessenten erfolgreich vergraulen. Maren, die auf Naturheilkunde schwört, fällt immer wieder mit Krankheitsschüben auf. Mit viel Mühe kann sie von Lotta ins Krankenhaus geleitet werden. Dort erhält Maren die Diagnose, an Leukämie erkrankt zu sein, was in allen einen schweren Schock auslöst. Da sie ihr Ende kommen sieht, verlässt Maren das Haus in Richtung Thailand. In einem letzten Kraftakt bugsiert Lotta ihren Vater zur Bushaltestelle und ihm gelingt auch, dass Maren bleibt. Schließlich gehen Meinolf und Maren nur für zwei Wochen in den Urlaub und danach ist die klinische Behandlung der Krankheit geplant.

## Hintergrund
Lotta & der Mittelpunkt der Welt wurde vom 24. Juli 2018 bis zum 25. September 2018 an Schauplätzen in Werder (Havel) und Umgebung gedreht. Produziert wurde der Film von der H & V Entertainment.

## Kritik
Die Kritiker der Fernsehzeitschrift TV Spielfilm fanden, „wer einmal die quirlige Lotta, wie immer mit Lust und Seele verkörpert von Josefine Preuß, in sein Herz geschlossen hat, wird auch am achten Teil der langlebigen, locker und flott inszenierten Reihe um die Bewältigung von großen und kleinen Alltagsproblemen Gefallen finden. Charme und Tempo stimmen, etwas mehr Schärfe wäre durchaus willkommen“  und resümierten: „Reihe und Heldin haben das Herz am rechten Fleck“. Sie bewerteten den Film mit dem Daumen nach oben.